# Centenarium Tibubuci

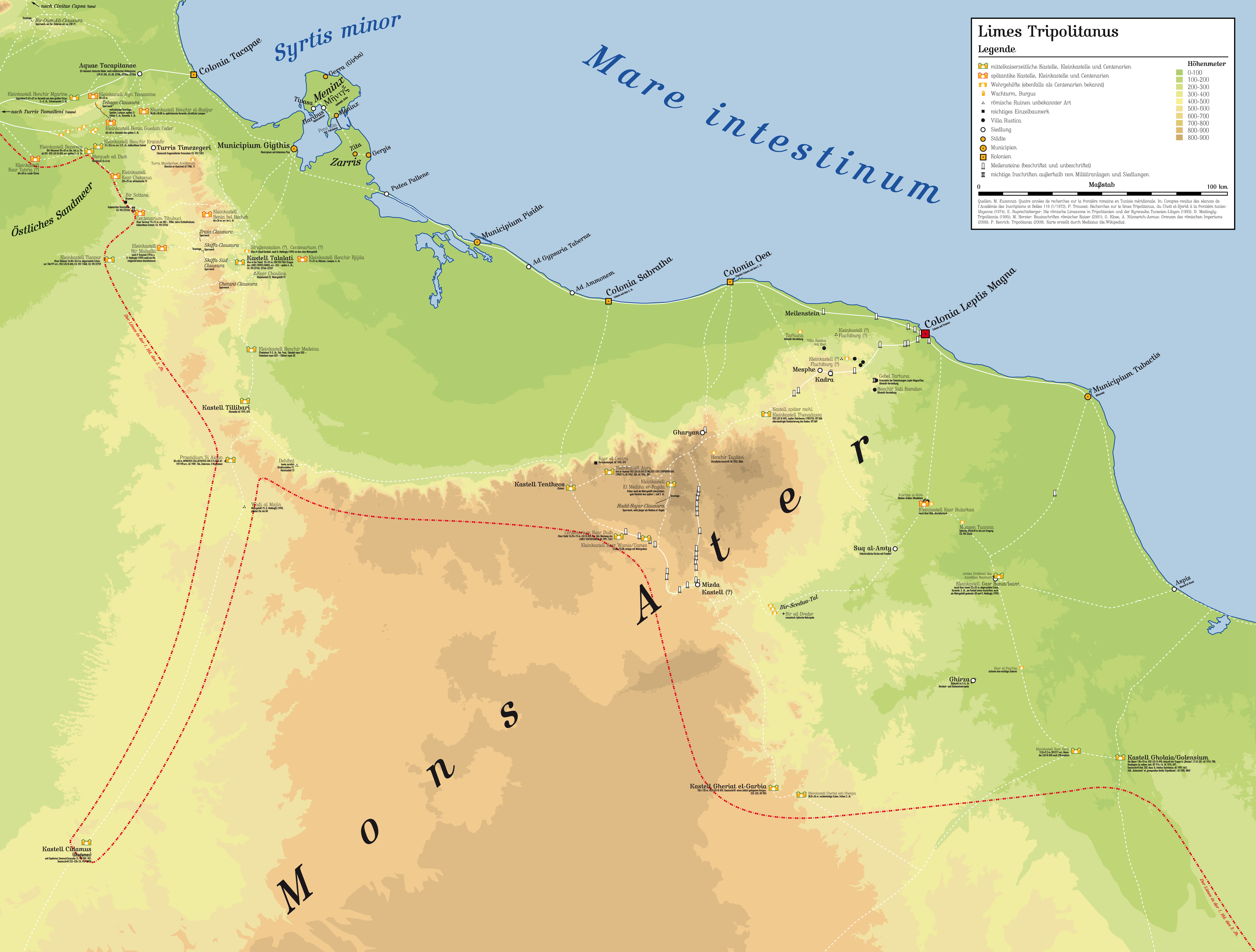
Das Centenarium (links) im Verbund des Limes Tripolitanus

Das Centenarium Tibubuci (tunesisch-arabisch: Ksar Tarcine) ist ein ehemaliges spätrömisches Militärlager, dessen Besatzung für Sicherungs- und Überwachungsaufgaben am Limes Tripolitanus in der spätrömischen Provinz Tripolitania zuständig war. Die Grenzanlagen bildeten hier ein tiefgestaffeltes System von Kastellen und Militärposten. Die kleine Anlage befindet sich am östlichen Rand der Östlichen Großen Erg in Südtunesien, Gouvernement Kebili, im Dreieck der nordwestlich aufeinandertreffenden Wüstenpisten C211 und C114.

## Lage
Die aus der Stadt Al-Hammah kommende C211 mündet in ihrem südlich führenden Verlauf nahe der libyschen Wüstenstadt Ghadames. Über die C114 sind östlich Medenine und südöstlich Tataouine erreichbar. Im Zwickel der unweit der Wasserstelle von Bir Soltane zusammentreffenden Straßen befindet sich das Centenarium. Die antike Befestigung liegt auf einer rund 30 × 30 Meter großen Hügelkuppe über dem Nordufer eines zumeist trockenliegenden Bettes des Wadis Hallouf, das von Osten kommend über das Haouaya-Plateau durch ein weiteres Trockental gespeist wird, das aus dem Schichtstufenbergland des Dahar herankommt. Die Besatzung des inmitten einer ariden Arthrophytum-Steppe gelegenen Kleinkastells konnte von dieser Garnison aus das gesamte Land weithin beobachten und den Grenzverkehr durchgehender Karawanen kontrollieren.

## Definition
Der Begriff Centenarium wird bereits in einer – eindeutig militärischen – Bauinschrift aus dem im Wadi Soffegin errichteten Centenarium Ksar Duib überliefert, das zur Regierungszeit des Kaisers Philippus Arabs (244–246) gegründet wurde. Somit sind bis heute zwei Kleinkastelle am Limes Tripolitanus beziehungsweise Limes Tentheitanus bekannt, die diese Bezeichnung trugen. Der Fund dieser Inschriften löste in Fachkreisen eine Diskussion in Bezug auf die genaue Deutung dieses Terminus aus. War man früher der Ansicht, dass es sich bei diesen, seit der arabischen Invasion Nordafrikas, als Qasr oder Kasr bezeichneten Befestigungen um ausschließlich militärische Bauwerke handelt, vertrat der Archäologe Erwin M. Ruprechtsberger die Auffassung, dass sie in der Mehrzahl als befestigte Bauernhöfe – sogenannte Wehrgehöfte – im Vorfeld des Limes dienten. Der erst im 3. Jahrhundert n. Chr. entstandene Bautyp wäre demnach ab dieser Zeit von ehemaligen Soldaten beziehungsweise militärisch oder paramilitärisch organisierten Einheimischen errichtet worden, die zur Grenzverteidigung eingesetzt wurden. Diese Theorie geht im Kern auf die Archäologen Jérôme Carcopino (1881–1970) und Richard George Goodchild  (1918–1968) zurück. Der Archäologe David Mattingly verwies auf neuere Forschungsergebnisse und bezeichnete diese Überlegungen als überholt. Er sprach demgegenüber die Vermutung aus, die in der Kastellkette des Limes und an anderen neuralgischen Punkten des Hinterlandes liegenden Ksur (Mehrzahl von Ksar) weiterhin als Truppenlager anzusprechen.
Da das Land nicht von römischen Kolonisten dominiert wurde, überlebten ältere regionale gesellschaftliche Strukturen. Ihre Transformation durch damalige politische, soziale und ökonomische Einflüsse ist jedoch auch archäologisch fassbar. Im Limeshinterland hat offensichtlich ein Patronatssystem bestanden, in das die für die Versorgung der Truppen wichtigen Bauern eingebunden waren. Die einfachen Landarbeiter lebten vermutlich in kleinen, backofenartig gewölbten Strohhütten (lateinisch: mapalia), die die afrikanischen Nomaden mit sich führten und aus denen sie ihr Lager bildeten. Wichtigstes Anbauprodukt der Wehrbauern am tripolitanischen Limes war Olivenöl, das zum Verkauf und für den Eigenbedarf produziert wurde. In den zivil genutzten Gusur wurden die Ernten mehrerer Gehöfte gesammelt. Zudem dienten die Bauten in unruhigen Zeiten als Zufluchtsstätte.

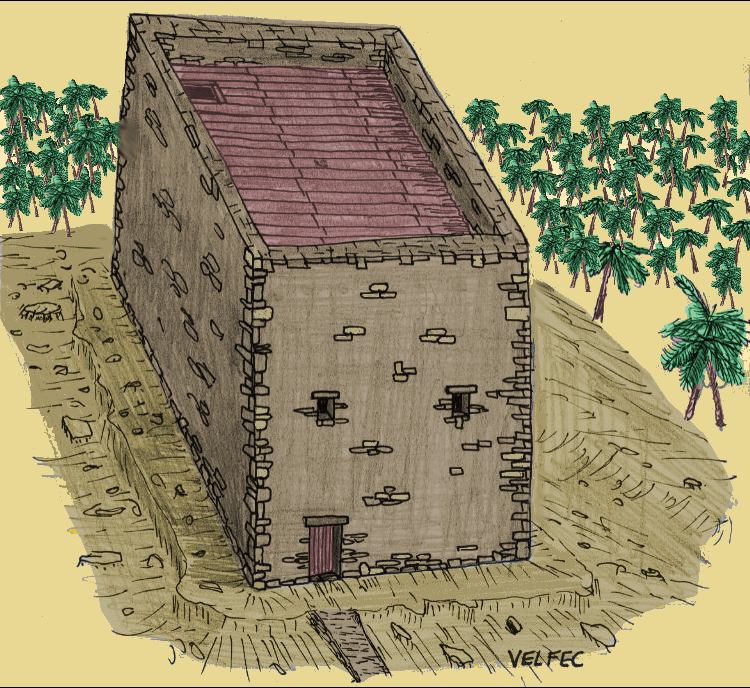
Rekonstruktionsversuch eines zivilen Speicher- und Wehrbaus
Abbildung einer mapalia auf einem römischen Mosaik im Bardo Museum, Tunis

## Forschungsgeschichte
Im Auftrag der tunesischen Antikendirektion erforschte der französische Archäologe und Limespionier Paul Gauckler (1866–1911) zwischen 1901 und 1902 den Limes Tripolitanus. Unterstützt wurde er dabei durch die Dienststelle für innere Angelegenheiten und militärisches Personal, mit dem unter anderem die Vorplanungen zu den Wüstenexpeditionen erstellt wurden. Erst kurz vor diesen Ereignissen hatte der Forschungsreisende Paul Blanchet (1870–1900) die baulichen Überreste von Tibubuci entdeckt und als Teil des afrikanischen Limes identifiziert. Im Rahmen der Aufgabenteilung übernahm es Leutnant Tardy von der Dienststelle für innere Angelegenheiten, das Kleinkastell zu ergraben. Die Arbeiten begannen am 19. Dezember 1901 und endeten am 24. Januar 1902. Um die Wasserversorgung sicherzustellen, hatten die römischen Soldaten rund 50 Meter unterhalb des Centenariums im Bett des Hallouf eine Zisterne angelegt. Diese wurde im Zuge der Grabungen wiederhergestellt, um sie für die in der Region lebenden Nomaden wieder nutzbar zu machen.
Im Februar 2012 hat die tunesische Regierung im Namen der zuständigen Gouvernements einen Antrag gestellt, das Centenarium Tibubuci als Teil des römischen Limes in Südtunesien zur UNESCO-Welterbestätte erklären zu lassen.

## Baugeschichte

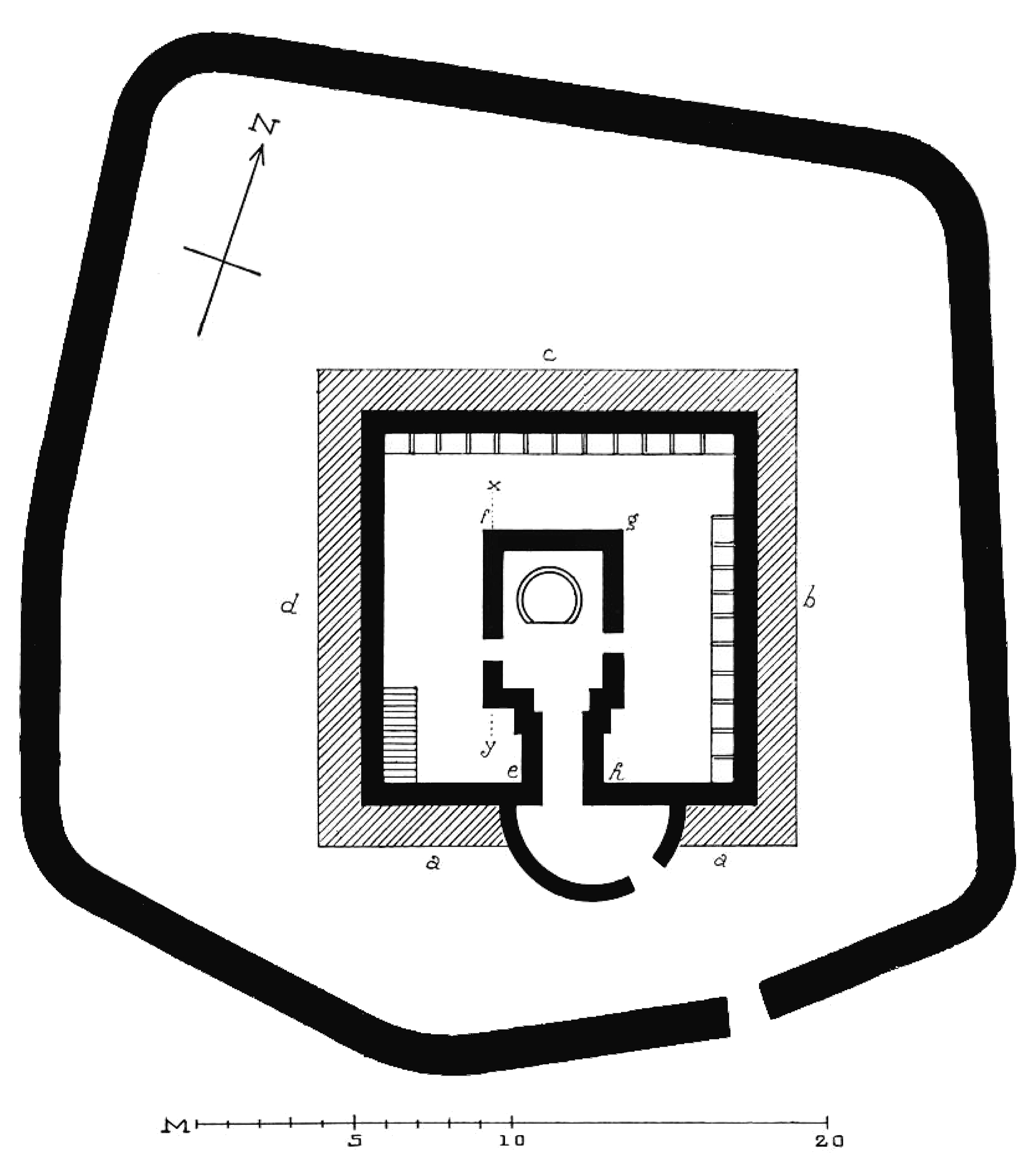
Das Centenarium Tibubuci nach den Grabungen von 1901/1902

Das um 303/305 errichtete Centenarium Tibubuci könnte im frühen 4. Jahrhundert den südwestlich gelegenen Außenposten Tisavar ersetzt haben.

### Umfassungsmauer und Friedhof
Die Ausgräber stellten einen klar gegliederten rechteckigen Zentralbau sowie eine unregelmäßige, im Abstand von rund fünf Metern um diesen Bau errichtete, rund 110 Meter lange Umwehrung fest, die an ihrer südlichen Seite einen einzigen, lediglich 1,20 Meter schmalen Zugang besitzt. Vom einstigen Torverschluss hatten sich noch verkohlte Hölzer erhalten. Im Gegensatz zum Zentralbau im Inneren erhielt die sorgfältig errichtete Umfassungsmauer abgerundete Ecken und passte sich mit ihrem Grundriss der Plateauform des Hügels an. Während die Mauer im Süden und Westen stark beschädigt war, wurde sie im Norden und Osten mit einer Höhe von drei Metern fast intakt vorgefunden. Für das aus drei unterscheidbaren Schichten bestehende Mauerwerk hatten die Römer mit Kalk verfugtes Steinmaterial verwendet. Die unterste Schicht besaß eine gleichmäßige Breite von 1,50 Metern, während sich die beiden anderen an der Mauerinnenseite nach oben hin abgeschrägt bis auf eine Breite von 0,50 Metern verjüngten. Offensichtlich hatte die Umfassungsmauer niemals Zinnen oder einen Wehrgang besessen, da sich keinerlei Spuren zeigten.
Der Hofraum zwischen der Umfassungsmauer und dem eigentlichen Centenarium wurde von den römischen Bautrupps aus dem natürlichen Untergrund nivelliert. Auf eine spezielle Pflasterung konnte offensichtlich verzichtet werden. Die Besatzung nutzte – zumindest zeitweise – den geschützten Platz, um dort ihre Toten zu bestatten. Dabei wiesen die Grabstellen typisch spätrömische Merkmale auf. So fanden sich ausschließlich Körpergräber, die von einem starken Mörtelbett umschlossen waren. Es gab weder Grabsteine noch Beigaben. Lediglich ein einziger Bronzering konnte geborgen werden.

### Centenarium
Die Mauern des quadratischen, 15 × 15 Meter umfassende Zentralbaus waren noch bis zu 2,70 Meter hoch erhalten und durchschnittlich 0,80 Meter stark. Der Bau hatte ursprünglich mindestens ein Stockwerk und besaß vor seinem einzigen Zugang im Süden ein halbkreisförmiges Clavicula-Tor, das sich nach Südosten öffnete. Über dem eigentlichen Zugang zur Befestigung befand sich ursprünglich eine 0,74 × 0,42 Meter große Bauinschrift aus gelbem Sandstein, die aus dem Schutt geborgen wurde. In der Verlängerung dieses Zugangs folgte zum Inneren des Zentralbaus hin ein schmaler, 3 Meter langer, einst überwölbter Korridor, der in einem sorgfältig planierten, rechteckigen offenen Innenhof mündete. Wie die hier aufgefundenen hölzernen Reste eines Tores zeigten, war auch der unmittelbare Zugang dieses 4,40 × 3,15 Meter großen Hofes gesichert. Am nördlichen Ende des Innenhofs wurden – isoliert vom übrigen Mauerwerk – zu Kreissegmenten behauene, 0,50 Meter hohe Werksteine entdeckt, die einen 2 Meter durchmessenden Dreiviertelkreis bildeten, der sich zum Korridor hin öffnete. Der ausgrabenden Leutnant sah in dem Rund eine Sitzbank. An anderen Stellen des römischen Reiches ergrabene Kastellplätze deuten mit ähnlichen Befunden darauf hin, in dem Steinkreis das Fahnenheiligtum der Truppe zu erkennen. Alle römischen Einheiten, die als eigenständige taktische Einheiten operierten, besaßen eigene Feldzeichen, die in diesen Heiligtümern aufbewahrt wurden.
Vor dem Abschluss des den rückwärtigen Innenhof einnehmenden Kreissegments öffnete sich links und rechts – in den Längsseiten der Hofmauer – je eine sich gegenüberliegende, schmale Türe mit einer lichten Breite von 0,80 Metern. Sie führten in das karreeförmig um den Innenhof gruppierte Innere des Kleinkastells, das aus einem einzigen großen Raum bestand, der mit einem Terrazzoboden ausgestattet war. In der Südwestecke waren noch sechs von einst neun steinerne Treppenstufen in situ erhalten, die in den verstürzten ersten Stock geführt hatten. An der Nord- und Ostseite besaß der Bau im Inneren eine Gliederung, die nach Ansicht des Ausgräbers zu Pferdestallungen gehört hatte. An der Nordseite fanden sich zwölf 0,90 Meter breite Buchten über die gesamte Breite des Raumes. An der Ostseite waren es noch zehn Abteile von 0,80 Metern Breite sowie in der Nordostecke eine offenbar ausgesparte, 2 Meter breite Bucht. Auch hier hätte gerade noch ein Pferd Platz gefunden. Im Wüstensand hatten sich in diesem Bereich noch Gülle und Mist erhalten, die mit Bauschutt und Asche vermischt waren. Insgesamt hätten hier 22 Pferde eingestellt werden können.
Die mächtigen Schuttberge am Centenarium zeugen von dem oberen Stockwerk, in dem die Mannschaften kaserniert waren. Die Ausgräber konnten im Schutt noch Reste der Decke des Erdgeschosses erkennen. Diese bestand aus einer sieben Zentimeter starken Schicht aus Opus caementitium (Kalkbeton), das auf einem mit Mörtel versetzten hölzernen Gitter aufgebracht worden war. Dieser Gitterrost ruhte auf sorgfältig eingebrachten, schweren Balken, die quer durch die Breite des Raums von den Außenwänden zur Innenseite der Hofmauer eingesetzt worden waren. Tardy fand einige der drei Meter langen Balken, die aus einem harzigen Holz geschlagen worden waren, noch im verstürzten Zustand vor, kaum beschädigt und nur an der Oberfläche verkohlt. Die Decke des ersten Stocks wollte der Ausgräber an ihren nur 0,60 Meter starken Fragmenten erkannt haben, die auf der Oberseite offenbar deutliche Spuren einer langen Nutzung zeigten. Möglicherweise führte eine Holztreppe auf das Flachdach.

### Bauinschrift
Die über dem Tor des Kleinkastells angebrachte Inschrift gibt nicht nur den Namen der Anlage, sondern auch die römische Bezeichnung dieses Bautypus preis:
Centenarium Tibubuci
quod Valerius Vibianus
v(ir) p(erfectissimus) initiari
Aurelius Quintianus v(ir) p(erfectissimus)
praeses provinciae Tri-
politanae perfeci curavit 
Übersetzung: „Das Centenarium Tibubuci, das der Statthalter (vir perfectissimus) Valerius Vibianus begann, wurde unter der Aufsicht des [nachfolgenden] Statthalters Aurelius Quintianus, Oberkommandeur der Provinz Tripolitanien, vollendet.“
Während auch eine undatierte Inschrift aus Leptis Magna Valerius Vibianus als Statthalter Tripolitaniens belegt, ist Aurelius Quintianus noch als Statthalter der nordafrikanischen Provinz Numidien bekannt. Da die aus Macomades Maiores bekannte Inschrift unter anderem die Vicennalien, das 20-jährige Jubiläum der Tetrarchie nennt, ist dieser Text im Jahr 303 n. Chr. entstanden. Der Bau des Centenarium Tibubuci kann daher der späten Tetrarchie zugeordnet werden.
Die Schlussmünzen reichen bis in die 390er Jahre.

## Truppe
Erbaut und bemannt wurden diese Kleinfestungen (Quasr) meist von örtlichen Milizen (gentiles), die die reguläre Armee bei der Grenzsicherung unterstützen sollten. Die Besatzung bzw. Bewohner wurden im Krisenfall von einem Kommandeur im Rang eines tribunus befehligt. Die einzelnen Limesabschnitte in Tripolitanien wurden ab dem Jahr 300 von einem Offizier im Rang eines praepositus (z. B. praepositus limitis Tenhettani) kommandiert, der wiederum unter dem Oberbefehl eines Dux provinciae Tripolitanae stand.

## Zisterne

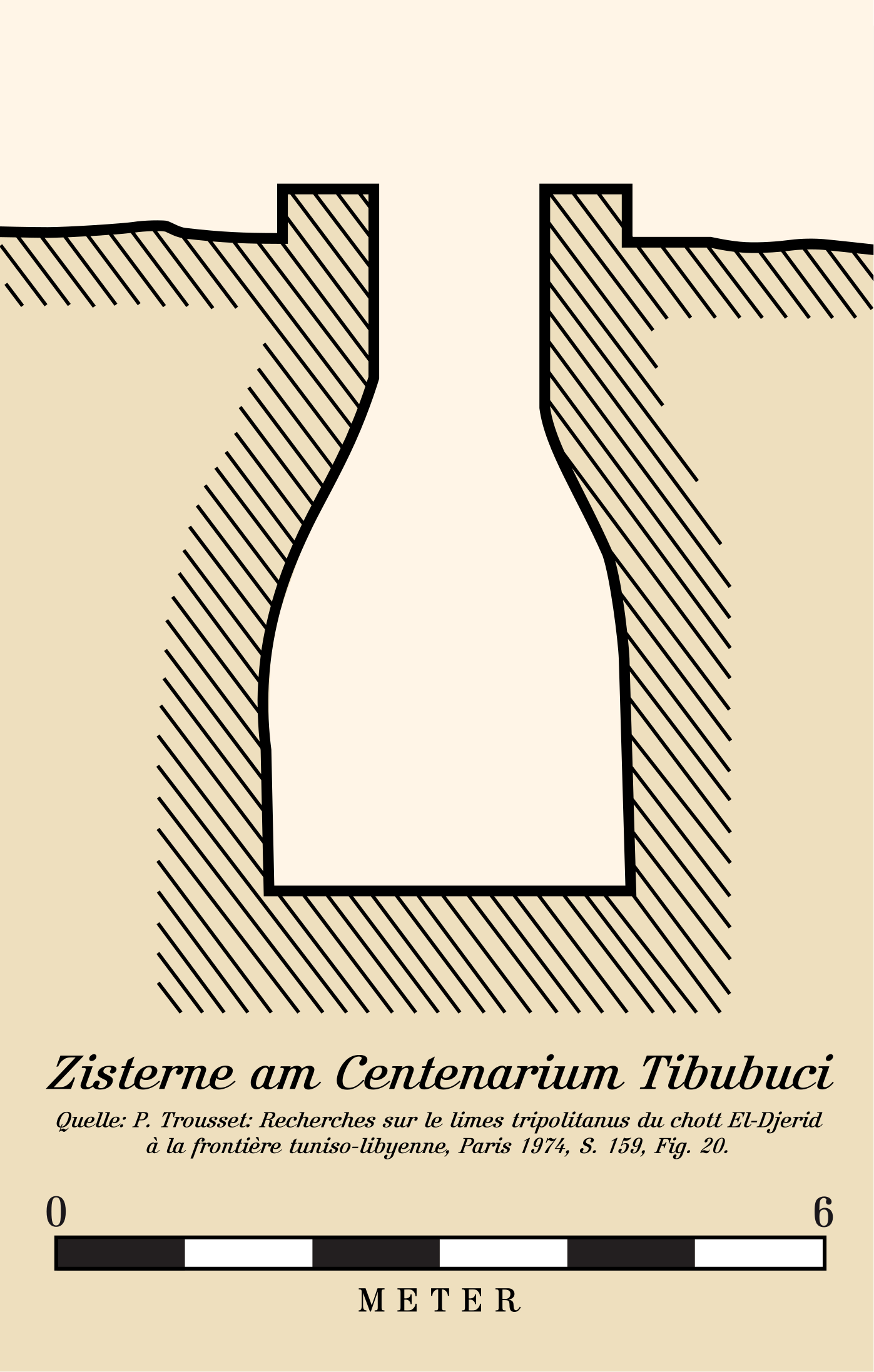
Zisterne am Centenarium

Die im Flussbett gefundene und anschließend restaurierte Zisterne besitzt die Form einer 6,70 Meter hohen Flasche, deren Basis 5,60 Meter im Durchmesser zählt. Am Grund befinden sich zwei gegenüberliegende, zwei Meter hohe und 1,75 Meter breite überwölbte Erweiterungen des Tiefbauwerks mit einer Gesamtlänge von 9,50 Metern. Die aus Steinmaterial und Kalkmörtel errichtete Anlage kann 60.000 Liter fassen und besitzt eine sehr starke Außenschicht aus wasserdichtem römischen Beton. Trotz dieser Vorsorge könnte die Wasserfrage auch in der Antike zu einem ernsten Problem geworden sein. Als die Grabungen 1901 begannen, war das Flussbett bereits seit fünf Jahren nicht mehr durch das Wadi Hallouf mit Wasser gespeist worden, was die Garnison und ihre Pferde zweifellos in eine schwierige Lage gebracht hätte. Der Historiker und Experimentalarchäologe Marcus Junkelmann rechnete bei einer mitteleuropäischen Offenstallhaltung von Pferden der Größe, wie sie die römische Kavallerie verwendete, bei ruhigem Stehen pro Tier mit 25 Litern pro Tag. Rechnet man das weitgehende Fehlen von wasserhaltigem Frischfutter und die Tageshitze Nordafrikas hinzu, erhöhte sich der Wasserbedarf drastisch. Kommen dann die benötigten drei Kilogramm Gerste pro Tag und arbeitendem Pferd hinzu, wird die enorme logistische Aufgabe, eine berittene Truppe in der Wüste zu unterhalten, greifbar. Offenbar wurde die Region während der Errichtung des Centenariums nicht von größeren kriegerischen Auseinandersetzungen erschüttert, da eine konsequente Belagerung die Besatzung des Kleinkastells sofort von dieser lebenswichtigen Wasserquelle abgeschnitten hätte.

## Limesverlauf ab dem Centenarium Tibubuci
Die römische Reichsgrenze wird in diesem Abschnitt durch den Übergang von der Halbwüste zur unbewirtschaftbaren Sahara gebildet, wobei das Wadi Hallouf als natürliche Landmarke die Grenzziehung verdeutlicht. Hier verlief auch die Limesbegleitstraße. Die meisten heutigen Wissenschaftler mutmaßen auf dieser Strecke auch den in diesem Gebiet vom Itinerarium Antonini, einem Verzeichnis der wichtigsten römischen Reichsstraßen aus dem 3. Jahrhundert n. Chr., aufgezeichneten Straßenverlauf.
| Bir Soltane | Diese bis heute einsam in der Wüste liegende Wasserstelle nutzte bereits die römische Armee. Zur neuzeitlichen Verwendung wurde der Brunnen restauriert. Er befindet sich am Fuß des östlich aufsteigenden Berglandes von Dahar im Wadi Hallouf. Unmittelbar westlich beginnt mit dem Östlichen Sandmeer die Sahara. Sechs Kilometer südöstlich dieses Platzes, am Weg zwischen dem Kleinkastell Bezereos (bei Sidi Mohammed ben Aissa) und Tibubuci, fand sich 1906 ein trajanischer Grenzstein mit einer beschädigten Inschrift: ex aucto[ritate] Traiani [3] p(ontificis) m(aximi) tri[ Übersetzung: „Mit Autorität des [Kaisers] Traian, oberster Priester, [im Besitz der] tribunizische [Gewalt zum … Mal] …“ |